# Adolf Engler
Heinrich Gustav Adolf Engler, född 25 mars 1844 i Sagan, död 10 oktober 1930 i Berlin, var en tysk botaniker.
Engler blev docent i München 1872 och professor i botanik och direktör för botaniska trädgården 1878 i Kiel, 1884 i Breslau och 1889-1921 vid Berlins universitet och Berlin-Dahlems botaniska trädgård och museum.
I München bearbetade han flera familjer för Carl Friedrich Philipp von Martius stora verk "Flora brasiliensis", utarbetade även flera andra systematiska arbeten, utförde växtfysiognomiska studier i Alperna med mera. Ett namn gjorde han sig dock först genom sitt grundläggande arbete Versuch einer Entwickelungsgeschichte der Pflanzenwelt, insbesondere der Florengebiete seit der Tertiärperiode (två band, 1879-82), i vilket han kombinerade växtpaleontologins resultat med växtgeografins. Sedermera utgav han ett stort antal avhandlingar, de flesta av systematiskt innehåll; att framhålla är hans bearbetning av Araceæ, Burseraceæ och Anacardiaceæ för Alphonse Pyrame de Candolles "Monographiæ phanerogamarum" (två band, 1879 och 1883). Tillsammans med Carl Prantl tog han 1888 initiativ till det omfångsrika systematiska verket Die natürlichen Pflanzenfamilien nebst ihren Gattungen und wichtigeren Arten, i vilket de olika familjerna bearbetades av ett stort antal av samtidens främsta botaniska forskare. Han utgav (tillsammans med Oscar Drude) Die Vegetation der Erde, Sammlung pflanzengeographischer Monographien (1896-1902) samt redigerade "Das Pflanzenreich, regni vegetabilis conspectus".

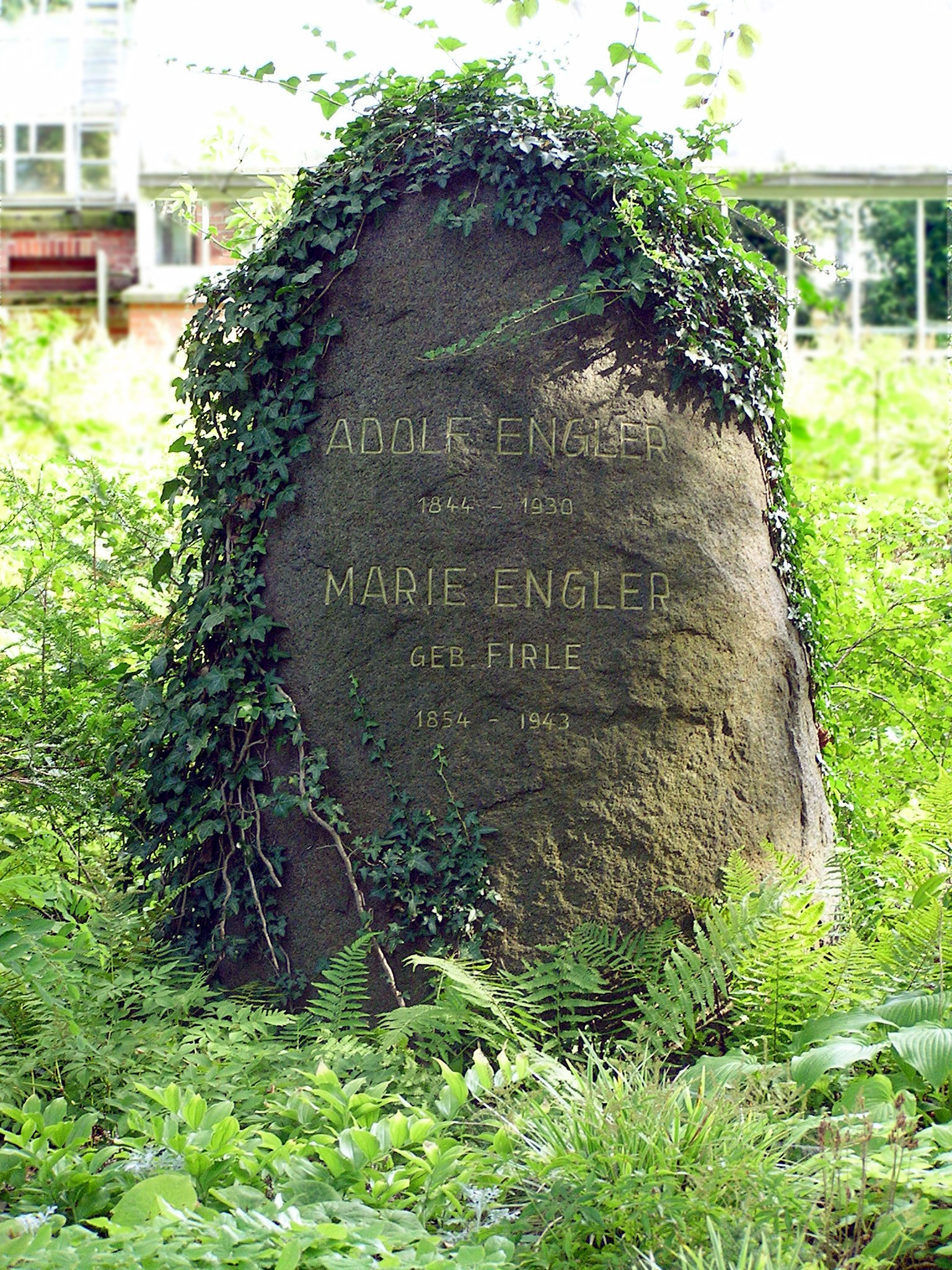
Englers grav i Berlins botaniska trädgård.

Från 1881 utgav Engler "Botanische Jahrbücher für Systematik, Pflanzengeschichte und Pflanzengeographie". Under senare år inriktade han sig även på bearbetandet av Afrikas flora, och dels av honom själv, dels på hans föranstaltande och med hans hjälp publicerades ett stort antal viktiga avhandlingar behandlande växtvärlden, särskilt inom Tysklands besittningar i Afrika, till exempel Die Pflanzenwelt Ost-Afrikas und der Nachbargebiete (tre band, 1895).
Engler blev ledamot av Vetenskapssocieteten i Uppsala 1889, Kungliga Vetenskapsakademien 1891 och Fysiografiska sällskapet i Lund 1892. Han blev 1907 medicine hedersdoktor i Uppsala. Han erhöll 1915 Vetenskapsakademiens stora Linnémedalj i guld.
Auktorsnamnet Engl. kan användas för Adolf Engler i samband med ett vetenskapligt namn inom botaniken; se Wikipediaartiklar som länkar till auktorsnamnet.